# Sarcohyla arborescandens
Espèce
Statut de conservation UICN

 EN B1ab(iii) : En danger
Synonymes
- Hyla arborescandens Taylor, 1939 "1938"
- Hyla forbesi Taylor, 1940 "1939"
- Plectrohyla arborescandens Faivovich, Haddad, Garcia, Frost, Campbell, and Wheeler, 2005

Sarcohyla arborescandens est une espèce d'amphibiens de la famille des Hylidae.

## Répartition
Cette espèce est endémique du Mexique. Elle se rencontre entre 1 800 et 3 100 m d'altitude sur la Sierra Madre orientale dans les États de San Luis Potosí, de Tlaxcala, de Veracruz et de Puebla.

## Publication originale
- Taylor, 1939 "1938" : New Species of Mexican Tailless Amphibia. The University of Kansas Science Bulletin, vol. 25, no 1, p. 385-405 (texte intégral).